# Marc Valeri Messal·la Barbat Apià
Marc Valeri Messal·la Barbat (llatí: Marcus Valerius M. f. M. n. Messalla Barbatus), amb l'agnomen Apià (Appianus), va ser un magistrat romà, fill adoptiu de Marc Valeri Messal·la, cònsol l'any 32 aC.
Va ser cònsol l'any 12 aC i va morir mentre exercia el càrrec. Era el pare (per a alguns l'avi) de l'emperadriu Valèria Messal·lina i Suetoni diu que era cosí de l'emperador Claudi, però en sentit estricte només ho era per matrimoni. Lipsius i Perizoni diuen que es va casar amb Domícia Lèpida filla d'Antònia Major i neta de Marc Antoni. Claudi, fill d'Antònia Menor, seria per tant cosí de Domícia Lèpida i per matrimoni, cosí de Messal·la. Altres autors diuen que hi va haver dos Messal·la Barbat, pare i fill, dels quals el pare s'hauria casat amb Marcel·la, filla de Gai Claudi Marcel, cònsol l'any 50 aC, i Octàvia Menor, i el fill amb Domícia Lèpida.